# Bazaltowa Skałka

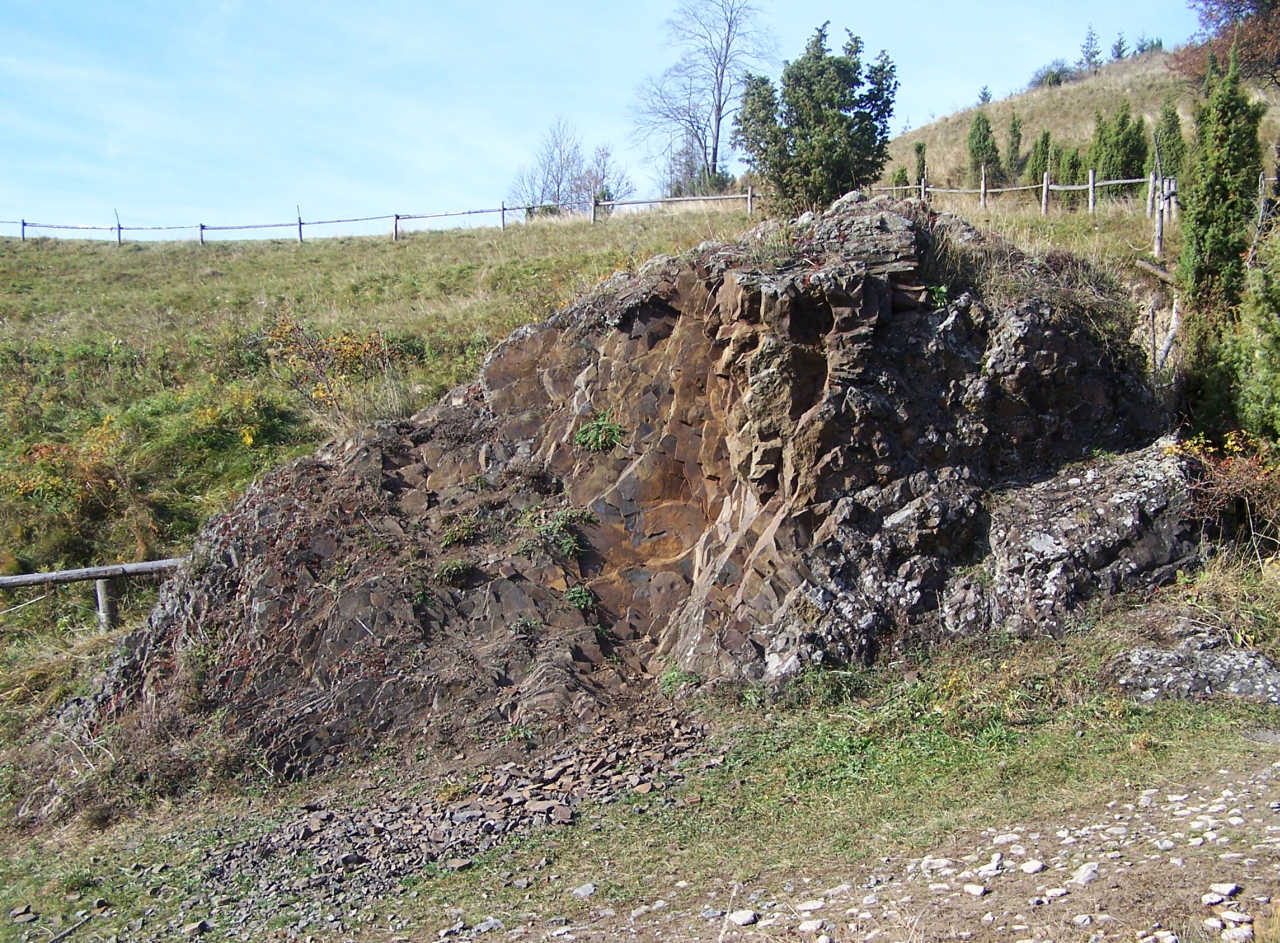
Bazaltowa Skałka

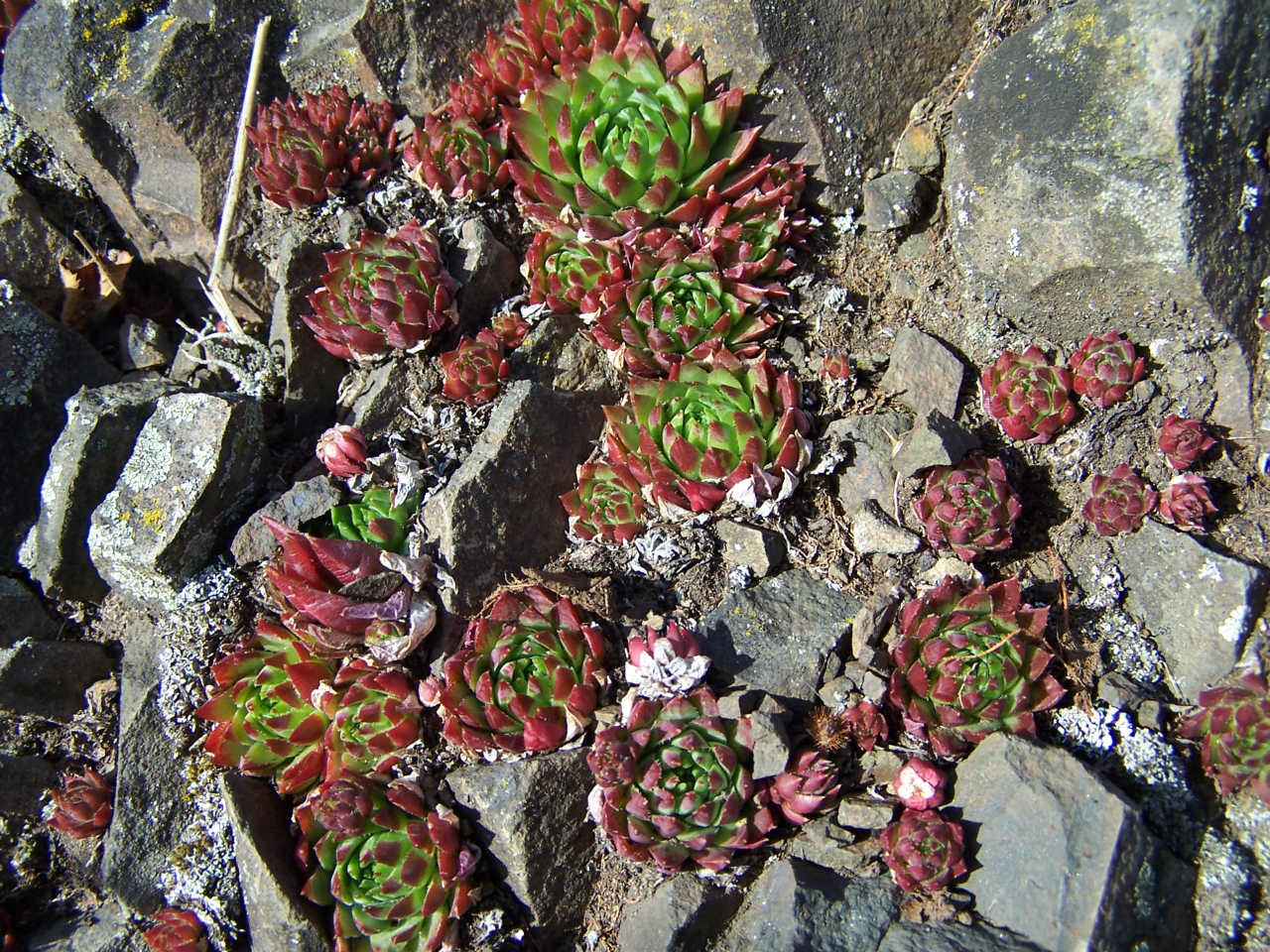
Kolonie rojownika porastające skałkę

Bazaltowa Skałka, Bazaltowa Skała – skałka bazaltowa w dolinie potoku Biała Woda, w bezpośrednim sąsiedztwie rezerwatu przyrody Biała Woda, utworzonego na terenie dawnej, nieistniejącej już wsi Biała Woda (obecnie należy do wsi Jaworki w województwie małopolskim, w powiecie nowotarskim, w gminie Szczawnica).
Jest pomnikiem przyrody nieożywionej od 1962. Biorąc pod uwagę regionalizację fizycznogeograficzną Karpat, obiekt ten leży w strefie przejściowej między Beskidem Sądeckim a Pieninami.
Skałka została opisana w 1925 r. przez Ludwika Horwitza. Zajmuje powierzchnię około 7 × 8 m, a jej wysokość osiąga 3,5 m. W zachodniej części odsłonięcia widoczny jest cios słupowy (pięcio- i sześcioboczne słupy o średnicy 25–30 cm), natomiast we wschodniej – cios płytowy (wyraźne płytki o grubości 1–3 cm). Bazalt ma barwę zielonkawo-czarną, miejscami występują pęcherzyki (powstałe podczas odgazowywania lawy), zazwyczaj wtórnie wypełnione kalcytem.
Przez wiele lat skałka ta uważana była za pień wulkaniczny, stanowiący fragment jednej z intruzji wieku mioceńskiego (ten sam wiek i geneza, co andezyty pienińskie występujące m.in. na górze Wdżar, Bryjarka i Jarmuta). Jednakże datowanie radiometryczne bazaltu metodą K-Ar wskazało na wiek 110,6 i 120,3 mln lat (wczesna kreda). Uzyskany zakres dat potwierdza, że wychodnię bazaltu należy uznać za duży blok w obrębie zlepieńców górnokredowych (tzw. zlepieńce formacji jarmuckiej). Skałka stanowi fragment większej pokrywy bazaltowej, który osunął się na dno istniejącego wówczas zbiornika morskiego z leżącego wyżej obszaru (tzw. olistolit).
Skałka bazaltowa jest osobliwością polskich Pienin i ma duże znaczenie dla zachowania georóżnorodności w skali ponadregionalnej. Podobne odsłonięcia skał bazaltowych (różne rozmiary) w obrębie pienińskiego pasa skałkowego znajdują się na terenie Słowacji (Vršatec i Hanigovce) i Ukrainy. Bazalt jest obficie porośnięty różyczkami rojownika pospolitego.

## Szlaki turystyczne
– czerwony szlak turystyki pieszej i konnej z Jaworek, który tuż przed wejściem do rezerwatu przyrody Biała Woda odgałęzia się na lewo w górę. Skała znajduje się kilka minut marszu od tego miejsca, po lewej stronie drogi.